# Remus (Mond)
Remus ist der innere und kleinere der beiden Monde des Hauptgürtel-Asteroiden (87) Sylvia (Cybele-Gruppe). Sein mittlerer Durchmesser beträgt rund 11 Kilometer, was etwa 1/24 des Sylvia-Durchmessers entspricht.

## Entdeckung und Benennung
Remus wurde am 9. August 2004 von Franck Marchis (University of California, Berkeley), Pascal Descamps, Daniel Hestroffer und Jérôme Berthier (Observatoire de Paris) mit dem VLT-8.2-Meter-Teleskop Yepun der Europäischen Südsternwarte auf dem Cerro Paranal in Chile entdeckt.
Der Projektleiter Marchis wartete mit der Datenverarbeitung ab, da er auf die Fertigstellung eines neuen Bildverarbeitungsprogrammes wartete. Er erhielt kurz vor seiner geplanten Ferienreise im März 2005 von Pascal Descamps eine kleine Notiz mit dem Titel „87 Sylvia ist dreifach?“, womit dieser andeuten wollte, dass er auf mehreren Bildern von Sylvia zwei Begleiter ausmachen konnte. Das gesamte Team machte sich darauf sofort an die Analyse der Daten, schickte eine Abhandlung zur Asteroid-Comet-Meteor-Konferenz im August in Armação dos Búzios bei Rio de Janeiro und übermittelte gleichentags einen Namensvorschlag an die Internationale Astronomische Union (IAU). Die Entdeckung wurde fast genau ein Jahr nach der Entdeckung am 10. August 2005 bekanntgegeben; der Mond erhielt die vorläufige Bezeichnung S/2004 (87) 1. Die Entdeckung machte das System zum ersten bekannten Asteroiden-Dreifachsystem.
Am 11. August wurden beide Monde dann offiziell benannt. Da Sylvia nach Rhea Silvia benannt ist, schlug das Team um Franck Marchis vor, die beiden Sylvia-Trabanten nach Romulus und Remus zu benennen, den Kindern von Rhea Sylvia und des Gottes Mars, die von einer Wölfin aufgezogen wurden. In der römischen Mythologie erschlug Romulus seinen Zwillingsbruder Remus in einem Streit, als es darum ging, nach wem die neugegründete Stadt Rom nun benannt werden sollte.

## Bahneigenschaften
Remus umrundet Sylvia auf einer prograden, fast perfekten Kreisbahn in einem mittleren Abstand von 702 Kilometern zu deren Zentrum, was 5,5 Sylvia-Radien entspricht. Die Bahnexzentrizität beträgt höchstens 0,01, die Bahn ist 2,0° gegenüber dem Äquator von Sylvia geneigt. Die Umlaufbahn des äußeren Mondes Romulus ist im Mittel etwa 650 km von Remus’ Orbit entfernt.
Remus umrundet Sylvia in 1 Tag, 8 Stunden und 57 Minuten, was etwa 1.727,9 Umläufen in einem Sylvia-Jahr (rund 6,5 Erdjahre) entspricht. Vom Orbit von Remus wird angenommen, dass er stabil ist, denn er liegt weit innerhalb von Sylvias Hill-Radius von 64.000 km, jedoch auch weit außerhalb des synchronen Orbits.

## Physikalische Eigenschaften
Remus hat einen Durchmesser von 10,6 km (etwa 1/24 des Zentralkörpers), beruhend auf dem Sylvia entsprechenden angenommenen gleichen Rückstrahlvermögen von 5 %. Die Oberfläche ist damit ausgesprochen dunkel.
Die Masse von Remus ließ sich bislang auf 9,32 · 1014 berechnen.
Ausgehend von einem mittleren Durchmesser von 10,6 km ergibt sich eine Oberfläche von etwa 353 km2, was in etwa zwischen der Fläche Maltas und dem Bundesland Bremen liegt.
Entstanden ist das System wahrscheinlich infolge einer Kollision zweier Asteroiden. Aus den großen Bruchstücken eines solchen Zusammenstoßes bildete sich demnach der große Mutterasteroid, während die Monde wahrscheinlich kleinere Trümmer der Kollision sind, die von dem neuen Asteroiden angezogen wurden. Remus ist demnach wie der Mutterkörper vom Typ Rubble Pile.

## Erforschung
Seit der Entdeckung 2004 konnte Remus nur durch erdgebundene Teleskope beobachtet werden und dabei seine Bahnelemente bestimmt werden. Sollte sich die Art der Entstehung des Systems bestätigen, geht die Gruppe um Franck Marchis davon aus, dass Entdeckungen von Dreifach-Systemen im Hauptgürtel sich häufen werden. Bislang (Stand Apr. 2020) sind derer fünfzehn bekannt.
Von der Oberfläche von Remus erscheint der Mutterkörper Sylvia riesig, er würde ein Gebiet von rund 30° mal 18° abdecken, während die Größe des zweiten Begleiters Romulus zwischen 1,6° und 0,5° variiert.